# قورنثوس القديمة
أركيا قورنثوس (Αρχαία Κόρινθος) هي مدينة في قورنثيا في مقاطعة كينتريكي إلادا في اليونان.
يبلغ عدد سكانها حوالي 1421 نسمة.